# Cousin Bobby
Cousin Bobby je americký dokumentární film z roku 1992, jehož režisérem byl Jonathan Demme. Pojednává o knězi episkopální církve a sociálním aktivistovi Robertu W. Castleovi, který byl Demmeovým bratrancem (cousin = bratranec). Castle se později stal rovněž hercem, Demme jej obsadil do několika svých snímků. Autorem originální hudby k filmu je Anton Sanko. Snímek byl natočen pro španělskou produkční společnost.